# Nou Barons de la Fama
Els Nou Barons de la Fama, també coneguts com els Nou Cavallers de la Terra, són els nobles que segons la llegenda acompanyaren Otger Cataló en la conquesta als sarraïns de les actuals terres catalanes, anys abans que els carolingis. Aquests nou cavallers eren els senyors de Cervelló, Erill, Ribelles, Montcada, Cervera, Pinós, Anglesola, Alemany i Mataplana. En algunes versions el de Mataplana és el Comte Arnau.
Els nou barons de la llegenda són:
- Guerau d'Alamany
- Bernat d'Anglesola
- Galceran (o Guerau) de Cervelló
- Galceran de Cervera
- Bernat Roger d'Erill
- Hug de Mataplana (el Comte Arnau, o Comte l'Arnau a la cançó popular)
- Dapifer de Montcada
- Galceran de Pinós
- Gispert de Ribelles

## Origen de la llegenda
Segons la llegenda, cap a l'any 732 Otger Cataló i els seus companys haurien conquerit les terres catalanes i, com a conseqüència, li haurien donat el nom de Catalunya. La realitat és que la llegenda no apareix documentada fins al principi del segle xv, sense que n'hi hagi cap referència en els textos sobre la història dels comtats catalans dels segles anteriors.
En concret, la seva primera aparició la trobem el 1418 en un manuscrit anònim conservat a la Biblioteca Universitària de València. També consta en un altre manuscrit anònim de 1431 conservat a París, però amb moltes diferències, la qual cosa sembla indicar que els textos provenen de tradicions diferents. La difusió de la llegenda arriba el 1438 quan Pere Tomic la inclou amb tota mena de detalls a la seva obra Histories e conquestes dels Reys de Arago e Comtes de Barcelona, i encara el 1448 en una nova versió dins els Comentaris sobre els Usatges de Jaume Marquilles.
L'autoria de la llegenda s'ha atribuït a Pere Tomic, tot i que sense evidències clares. Pel que fa a la seva motivació, s'ha proposat que fou encarregada per la casa de Pinós per defensar la importància de les cases nobles catalanes, especialment del seu entorn, en l'arribada del trastàmara Alfons el Magnànim com a rei el 1416, dins l'estratègia de nobles catalans agrupats en la Junta de Molins de Rei.
En tot cas, la llegenda prengué com a referència el mite dels Nou preuats, sorgit a França al segle XIV.
Pel que fa a la seva transmissió posterior, el 1495 Pere Miquel Carbonell en les seves Cròniques d'Espanya ja nega qualsevol veracitat a la llegenda, però això no serà obstacle perquè sigui represa per nombroses autors catalans i estrangers durant els segles següents. Així la història d'Otger Cataló i els seus nou barons arribarà fins i tot al segle XIX, quan Víctor Balaguer la inclourà a la Historia de Cataluña de 1860.

## La conjura
Otger Cataló, l'anomenat Pare de la Pàtria, va conjurar els Nou Cavallers a lluitar fins a la mort per la terra que els havia vist néixer, fins que l'alliberessin del poder de la "mitja lluna" sarraïna, que els havia imposat una cultura diferent de la seva fe originària.
Els nou cavallers ajuntaren les seves espases i van jurar davant l'altar de la Mare de Déu negra anomenada Nostra Senyora de Montgrony (a prop de Ripoll, alhora relacionat amb un altre mite català, el de Guifré d'Arrià, el Pilós) que complirien amb lleialtat el seu compromís.

## Bases històriques de la llegenda
Es creu que la llegenda va ser creada i propagada per suposats descendents dels Nou Barons per tal de prestigiar les seves nissagues, ja que els cavallers porten el nom d'importants famílies nobles de l'edat mitjana.
- Baronia d'Alamany: no ha existit mai una "Baronia d'Alamany". Els Alamany són els barons de Cervelló a partir d'Alamany Hug de Cervelló (?-1063).
- Baronia d'Anglesola: la Baronia d'Anglesola sorgí el 1056, quan Ramon Berenguer «el Vell» de Barcelona (1024-1076) va prendre el castell de Tàrrega als sarraïns, que cedí el 1079 a Berenguer Gombau, veritable fundador de la Casa d'Anglesola.
- Baronia de Cervelló: el primer baró de Cervelló conegut va existir quasi tres segles després de l'època atribuïda a Otger Cataló, i no es deia Galceran ni Guerau, sinó Odalric. Aquest Odalric és descendent del comte Arnau (suposat oncle d'Otger Cataló).
- Baronia de Cervera: Cervera va romandre en poder sarraí fins al 1067. Hug Dalmau (1067-1095) va comandar les tropes catalanes al setge de Cervera i ocupà la plaça. Ramon Berenguer I annexionà la comarca al comtat d'Osona i constituí la Baronia de Cervera, que donà en feu a Hug Dalmau, anomenat des d'aleshores Hug Dalmau de Cervera.
- Baronia d'Erill: el primer baró d'Erill que es coneix fou Ató d'Erill (?-977). A l'edat moderna passaren a ser comtes.
- Baronia de Mataplana: el fundador de la primera Casa de Mataplana que coneixem (Casa de Berga-Mataplana) s'anomenà Hug de Mataplana, però va nàixer tres segles després de l'època en què se suposa que visqué Otger Cataló. El castell de Mataplana està documentat des del 1076.
- Baronia de Montcada: al suposat fundador llegendari de la Baronia de Montcada se l'anomena en la llegenda Dapifer de Montcada o Ramon de Montcada (un "dapifer", a l'època d'Otger, era un senescal). Segons el mite, és un fill d'Otger Cataló: Ramistà (?-768), comte de Llemotges i senescal d'Aquitània, assassinat el 768 per Pipí «el Breu» (714-768), rei dels francs des del 751 fins a la seva mort. Segons els cantars de gesta, acompanyà el 752 el seu pare Otger i el seu fill Arnau en les campanyes contra els sarraïns a Septimània, i morí en el setge de Narbona, però no en batalla, sinó víctima d'unes febres (segurament és una confusió amb les circumstàncies de la mort del seu pare). La realitat és que de 767 fins a 768 entrà en guerra contra Pipí, rei dels francs, però fou vençut, capturat i decapitat. El seu fill primogènit fou Arnau, (?-813) comte d'Empúries del 795 fins a la seva mort, primer baró de Rocabertí i primer baró de Montcada.
- Baronia de Pinós: el primer Pinós fou Mir Riculf de Pinós (?-1068). El seu fill Galceran de Pinós (1068-1117) traslladà la seu al castell de Bagà.
- Baronia de Ribelles: baronia documentada des de final del segle XI amb els germans Gombau i Ramon de Ribelles

## Cinema
L'any 2017 es va estrenar la pel·lícula Pàtria, que narra la història d'Otger Cataló i els Nou Barons de la Fama.